# Paràlisi supranuclear progressiva
La paràlisi supranuclear progressiva (PSP) és un rar trastorn del cervell que ocasiona greus i permanents problemes amb el control de la forma de caminar i l'equilibri. El signe més evident de la malaltia és la incapacitat d'orientar els ulls de forma adequada, que ocorre a causa de les lesions en l'àrea del cervell que coordina els moviments dels ulls. Alguns pacients descriuen aquest efecte com visió borrosa. Els pacients de PSP presenten sovint alteracions de l'humor i el comportament, entre elles la depressió i l'apatia, així com demència lleu progressiva.
El nom llarg del trastorn indica que la malaltia comença lentament i continua empitjorant (progressiva), ocasiona dany en el cervell per sobre de certes estructures de la grandària d'un pèsol anomenades nuclis (supranuclear) i produïx paràlisis. No obstant això, els pacients de PSP no experimenten una veritable paràlisi.
La paràlisi supranuclear progressiva (PSP) va ser descrita inicialment com trastorn distintiu el 1963, quan tres científics van publicar una ponència que distingia la condició de la malaltia de Parkinson. De vegades es va al·ludir a aquesta condició com síndrome de Steele-Richardson-Olszewski, reflectint els noms combinats dels científics que van definir el trastorn. Encara quan la paràlisi supranuclear progressiva (PSP) empitjora progressivament, ningú mor d'ella.

## Epidemiologia
Aproximadament 20.000 nord-americans tenen PSP, el que la fa molt menys comú que la malaltia de Parkinson que afecta a més de 500.000 nord-americans. Els pacients tenen edat mitjana o són ancians i els homes es veuen més sovint afectats que les dones. La PSP és sovint difícil de diagnosticar degut al fet que els seus símptomes s'assemblen molt als d'altres trastorns del moviment més comuns i degut al fet que alguns dels símptomes més característics poden desenvolupar-se posteriorment en la vida o no desenvolupar-se en absolut.

## Símptomes
El primer símptoma més freqüent de la PSP és la pèrdua d'equilibri al caminar. Els pacients tenen caigudes inexplicades o rigidesa i dificultat en el caminar. De vegades les persones que experimenten les caigudes les descriuen com atacs de marejos. Això duu sovint a sospitar un problema de l'orella interna.
Altres símptomes inicials comuns són canvis de personalitat tals com pèrdua d'interès en activitats ordinàriament agradables o una major irritabilitat, mal humor i oblit. Els pacients poden riure o plorar sobtadament sense raó aparent, poden ser apàtics o poden tenir explosions de coratge ocasionalment, també sense raó aparent. Cal subratllar que el patró de signes i símptomes pot ser bastant diferent d'una persona a una altra.
A mesura que progressa la malaltia, la majoria dels pacients comencen a desenvolupar una visió borrosa i a tenir problemes a controlar el moviment dels ulls. En realitat, els problemes visuals oferixen generalment la primera indicació definitiva que la PSP és el diagnòstic apropiat. Els pacients de PSP tenen problemes a canviar voluntàriament la mirada cap avall i també poden tenir problemes a controlar les parpelles. Això pot conduir al tancament involuntari dels ulls, a parpellejos perllongats o involuntaris o a una dificultat a obrir els ulls.
Altre problema visual comú és la incapacitat de mantenir contacte visual durant una conversa. Això pot fer l'efecte errònia que el pacient és hostil o no està interessat.
La persona usualment mostra dificultats al parlar i se li fa difícil empassar aliments sòlids o líquids. En casos rars, alguns pacients advertiran tremolors en les mans.

## Etiologia
Es coneix que els símptomes de la PSP són ocasionats per la deterioració gradual de les cèl·lules cerebrals en uns quants llocs diminuts però importants de la base del cervell, en el tronc de l'encèfal. Una d'aquestes àrees, la substància negra, també és afectada en la malaltia de Parkinson i el dany a aquesta regió del cervell explica els símptomes motors que tenen en comú la PSP i la malaltia de Parkinson.
Els científics no saben què ocasiona la degeneració d'aquestes cèl·lules cerebrals. No existeixen proves que la PSP sigui contagiosa i els factors genètics no s'han vist implicats. Cap grup ètnic o racial ha estat afectat més sovint que un altre i la PSP no té majors probabilitats d'ocórrer en algunes zones geogràfiques que en unes altres.
Hi ha, no obstant això, diverses teories sobre la causa de la PSP. Una possibilitat és la que un agent no convencional similar a un virus infecta el cos i duu anys o dècades per a començar a produir efectes visibles. La malaltia de Creutzfeldt-Jakob és una malaltia que se sap és ocasionada per aquest agent. Una altra possibilitat és la que les mutacions genètiques fortuïtes, del tipus que ocorren en tots nosaltres en tot moment, ocorren accidentalment en determinades cèl·lules o en certs gens, en la combinació adequada per a lesionar aquestes cèl·lules. Una tercera possibilitat és la que hi ha exposició a algun producte químic desconegut en els aliments, l'atmosfera o l'aigua que lentament danya certes zones vulnerables del cervell. Aquesta teoria emana d'una pista trobada en l'Illa de Guam en el Pacífic on una malaltia neurològica comuna que ocorre només allí i en unes quantes illes veïnes comparteix algunes de les característiques de la PSP, la malaltia d'Alzheimer, la malaltia de Parkinson i l'esclerosi lateral amiotròfica (malaltia de Lou Gehrig). Es considera que la seva causa és un factor dietètic o una substància tòxica trobada només en aquesta zona.
Altra causa probable de la PSP és el dany cel·lular ocasionat per radicals lliures, molècules reactives produïdes contínuament per totes les cèl·lules durant el metabolisme normal. Tot i que el cos té mecanismes integrals per a eliminar els radicals lliures del sistema, els científics sospiten que, en certes circumstàncies, els radicals lliures poden reaccionar i danyar a altres molècules. Una gran quantitat d'investigació està dirigida a comprendre el paper del dany pels radicals lliures en les malalties humanes.

## Diagnòstic
Els símptomes inicials en la PSP són típicament vagues, fet que dificulta arribar a un diagnòstic primerenc. Les queixes principals cauen dintre d'aquestes categories: 1) símptomes de desequilibri, tals com caminar insegur o caigudes abruptes o inexplicades sense pèrdua de consciència; 2) queixes visuals, com visió enterbolida, dificultats a mirar cap amunt o cap avall, visió doble, sensibilitat a la llum, coïssor en els ulls i altres problemes visuals; 3) dificultat al parlar; i 4) diferents queixes mentals tals com lentitud del pensament, falta de memòria, canvis de personalitat i canvis d'humor.
La paràlisi supranuclear progressiva (PSP) és diagnosticada erròniament sovint degut al fet que alguns dels seus símptomes són molt similars als de la malaltia de Parkinson, la malaltia d'Alzheimer i trastorns neurodegeneratius més rars tals com la malaltia de Creutzfeldt-Jakob. En realitat, la PSP és més sovint diagnosticada erròniament com malaltia de Parkinson al principi de la malaltia. Els problemes de memòria i els canvis de personalitat també poden dur a un metge a confondre la PSP amb depressió o fins i tot atribuir els símptomes a alguna forma de demència. La clau per a establir el diagnòstic de la PSP és la identificació d'inestabilitat primerenca al caminar i la dificultat a moure els ulls, distintiu de la malaltia, així com descartar altres trastorns similars, alguns dels quals són tractables.

### Diagnòstic diferencial amb el Parkinson
Tant la PSP com la malaltia de Parkinson ocasionen falta de flexibilitat, dificultats del moviment i malaptesa. No obstant això, els pacients amb PSP tenen comunament una postura alçada i ocasionalment fins i tot inclinen el cap cap enrere (i tendeixen a caure d'esquena), mentre que els que tenen la malaltia de Parkinson s'inclinen generalment cap endavant. Els problemes relacionats al parla i amb empassar són molt més comunes i aguts en la PSP que en la malaltia de Parkinson i tendeixen a presentar-se abans en el curs de la malaltia. Ambdues malalties tenen en comuna altres característiques: comencen a fins de l'edat mitjana, bradicinèsia (lentitud de moviment) i rigidesa muscular. El tremolor, gairebé universal en els pacients de Parkinson, és rar en la PSP. Encara que els pacients de Parkinson es beneficien marcadament del medicament levodopa, els pacients de PSP responen deficientment i només de forma transitòria a aquest medicament.

## Pronòstic
La PSP empitjora progressivament però no posa per si mateix en perill la vida. Si predisposa, no obstant això, als pacients a greus complicacions tals com a la pneumònia secundària i a la dificultat d'empassar (disfàgia). Les complicacions més comunes són l'ennuegament i la pneumònia, la lesió en el cap i fractures ocasionades per les caigudes. La causa més comuna de la mort és la pneumònia. Amb bona atenció a les necessitats mèdiques i nutricionals, és possible, que la majoria dels pacients de PSP visquin més d'una dècada després d'haver començat els primers símptomes.

## Tractament
Actualment no hi ha tractament eficaç per a la PSP, encara que els científics estan investigant formes millors de controlar la malaltia. En alguns pacients, la lentitud, la falta de flexibilitat i els problemes d'equilibri de la PSP poden respondre a agents contra el Parkinson tals com la levodopa, però l'efecte és generalment temporer. Les dificultats al parlar, empassar i de la visió no responen comunament a cap tractament a força de medicaments.
Altre grup de medicaments que ha tingut algun èxit modest en la PSP són els antidepressius. Els més comunament utilitzats són la fluoxetina (Prozac), l'amitriptilina (Elavil) i l'imipramina (Tofranil). El benefici contra la PSP d'aquests medicaments sembla no estar relacionat amb la seva capacitat d'alleujar la depressió.
El tractament no medicamentós per a la PSP pot adoptar moltes formes. Alguns pacients utilitzen peses per a ajudar-los a caminar a causa de la seva tendència a caure cap enrere. De vegades es prescriuen per als pacients de PSP lents bifocals o especials per a remeiar la dificultat de mirar cap avall. La teràpia física formal no proporciona benefici demostrat en la PSP, però poden efectuar-se certs exercicis per a mantenir les articulacions flexibles.
Un procediment quirúrgic que pot ser necessari quan es produïxen pertorbacions de l'acció d'empassar és la gastrostomia. Una gastrostomia (o una jejunostomia) és un procediment mínimament invasiu que es realitza quan el pacient té dificultat a empassar o quan l'ennuegament agut és un clar risc. Aquesta cirurgia comporta la col·locació d'un tub a través de la pell de l'abdomen fins a l'estómac (o intestí) per a alimentar al pacient. L'extirpació del pàl·lid i altres procediments quirúrgics sotmesos a prova en els tractaments contra la malaltia en pacients amb Parkinson's han provat no ser eficaços en la PSP.